# Brakebein
Brakebein è il secondo album della folk metal band norvegese Trollfest.
In questo album troviamo la storia di un troll, Brakebein, che va alla ricerca di una birra dal gusto leggendario.

## Tracce
1. "Legendarisk Øl" (La birra leggendaria) - 03:13
2. "Brakebein" - 03:11
3. "Utmarschen" (La marcia)- 03:39
4. "Piratkriegen" (La guerra dei pirati)- 04:03
5. "Den Apne Sjø" (Il grande oceano) - 03:49
6. "Das Meerungeheuer" (Il mostro marino) - 03:54
7. "Essenfest" (Il banchetto)- 03:30
8. "Inni Den Grotte" (Nella grotta) - 02:24
9. "Illantergesteignungh" (Andando verso riva) - 03:32
10. "Prestefeste" (La festa dei preti)- 04:03
11. "Yameeka" (Yameeka è il nome di un'isola)- 02:07
12. "Skogsgjensyn" (Ritorno alla foresta) - 03:26
13. "Egen Mjød, Heidunder Mjød!" - 04:57

## Storyline

### Legendarisk Øl
I troll sono seduti nella foresta e bevono la loro birra.

### Brakebein
La canzone parla del troll Brakebein che sente la leggenda della Birra leggendaria. Brakebein la vuole trovare.

### Utmarschen
Brakebein convince gli altri troll a cercare insieme a lui la Birra leggendaria.  Allora loro marciano fuori dalla foresta e si ritrovano alla città costiera, del pirata Busken, dove ci sono moltissime navi, quindi decidono di attaccare la città.

### Piratkriegen
I troll attaccano e sconfiggono Busken prendendosi la sua barca più grande.

### Den Apne Sjø
I troll viaggiano nell'oceano celebrando la vittoria su Busken. Dopo incontrarono Thor Heyerdal su una piccola flotta, e gli chiesero qualche informazione sulla Birra leggendaria. Heyerdal non sapeva niente e fece diventare Brakebein molto arrabbiato.

### Das MeerUngeheuer
C'è l'enorme mostro marino. Il mostro è grandissimo e mangia tutto quello che si muove. Brakebein è sdraiato nel suo letto e non sente niente, il che è molto raro per una nave piena di troll. Così egli esce e vede il mostro marino mangiare uno dei Troll. Brakebein e i suoi amici battono il mostro e preparano la festa per la vittoria.

### Essenfest
Il gruppo festeggia la vittoria sul mostro marino mentre lo mangiano.

### Inni den Grotte
Brakebien sbarca su un'isola. I troll non sanno come fermare la nave che va a finire a colpire la costa. Brakebein si inoltra nella foresta per cercare della birra. Gli altri troll cercano il cibo sulla spiaggia.

### PresteFeste
Brakebein non trova la birra, ma ritorna con due prigionieri, dei preti. Dopo averli cucinati, ripartirono dall'isola per cercare la Birra leggendaria.

### Yameeka
Il gruppo trova un'altra isola dove le persone fumano pezzi di tubo, i troll si divertono ma Brakebein si stanca e decide di continuare la ricerca della birra.

### Skogsgjensyn
Gli altri troll convincono Brakebein di smettere di cercare la birra e di ritornare a casa.

## Formazione
- Trollmannen - voce
- Mr. Seidel - chitarra
- Psychotroll - basso
- Trollbank - batteria